# Synosternus longispinus
Synosternus longispinus är en loppart som först beskrevs av Wagner 1893.  Synosternus longispinus ingår i släktet Synosternus och familjen husloppor. Inga underarter finns listade i Catalogue of Life.